# Kodena
Kodena – gaun wikas samiti w środkowej części Nepalu  w strefie Dźanakpur w dystrykcie Sarlahi. Według nepalskiego spisu powszechnego z 2001 roku liczył on 1047 gospodarstw domowych i 6370 mieszkańców (3121 kobiet i 3249 mężczyzn).